# Ästhetizismus
Der Ästhetizismus (englisch Aesthetic Movement), in gehobener Umgangssprache häufig im absprechenden Sinn gebraucht, war  eine Zeitepoche der Künste, die von England aus ihren Ursprung nahm und dort von 1860 bis 1900, in der Literatur von 1890 bis 1920, andauerte und die im Schönen (dem Ästhetischen) den höchsten Wert sieht. Ethik, Erkenntnis, Religiosität, Soziales werden dem „Schönen“ nach- und untergeordnet (ästhetischer Amoralismus). Der Ästhetizismus beeinflusste auch philosophisch-naturwissenschaftliche Aspekte, wie zum Beispiel die Anschauungen von Ernst Haeckel oder Carl Gustav Carus zur Frage der Belebtheit/Beseeltheit von Kristallen zeigen.

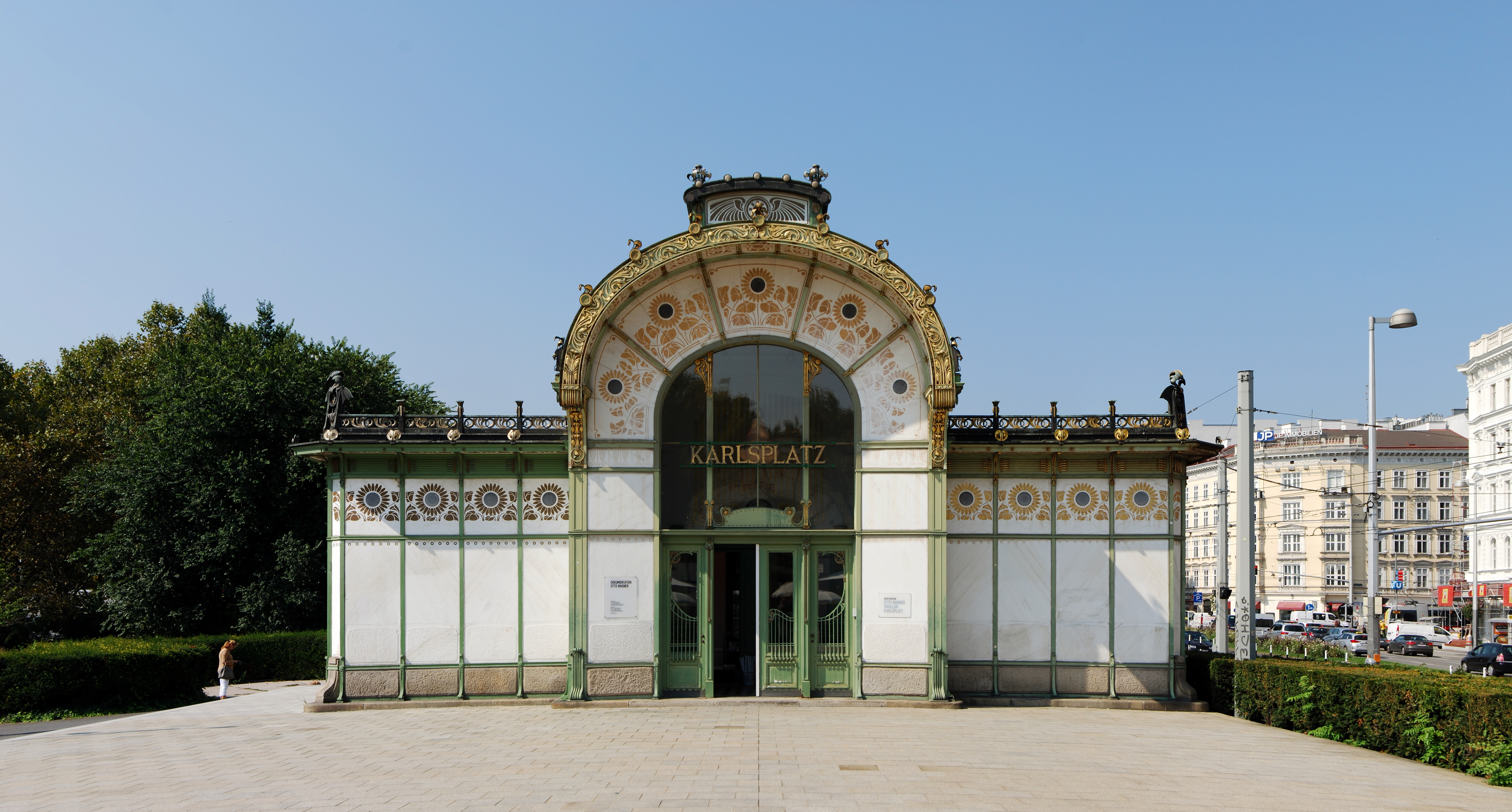
Einer der beiden Otto-Wagner-Pavillons auf dem Karlsplatz

Als architektonisches Hauptwerk auf dem europäischen Kontinent, besonders hinsichtlich ihrer Ornamentik, gelten die Pavillons der Stadtbahnstation Karlsplatz von Otto Wagner, dessen zentrales Motiv der Ornamentik, die Sonnenblume, als Kennzeichen des Aesthetic Movement gilt. In der angewandten Kunst kann der Ästhetizismus als Übergangsstil zwischen Historismus und Jugendstil, dessen Wegbereiter er ist, betrachtet werden; japanische und persische Einflüsse liegen vor. 

## Geschichte

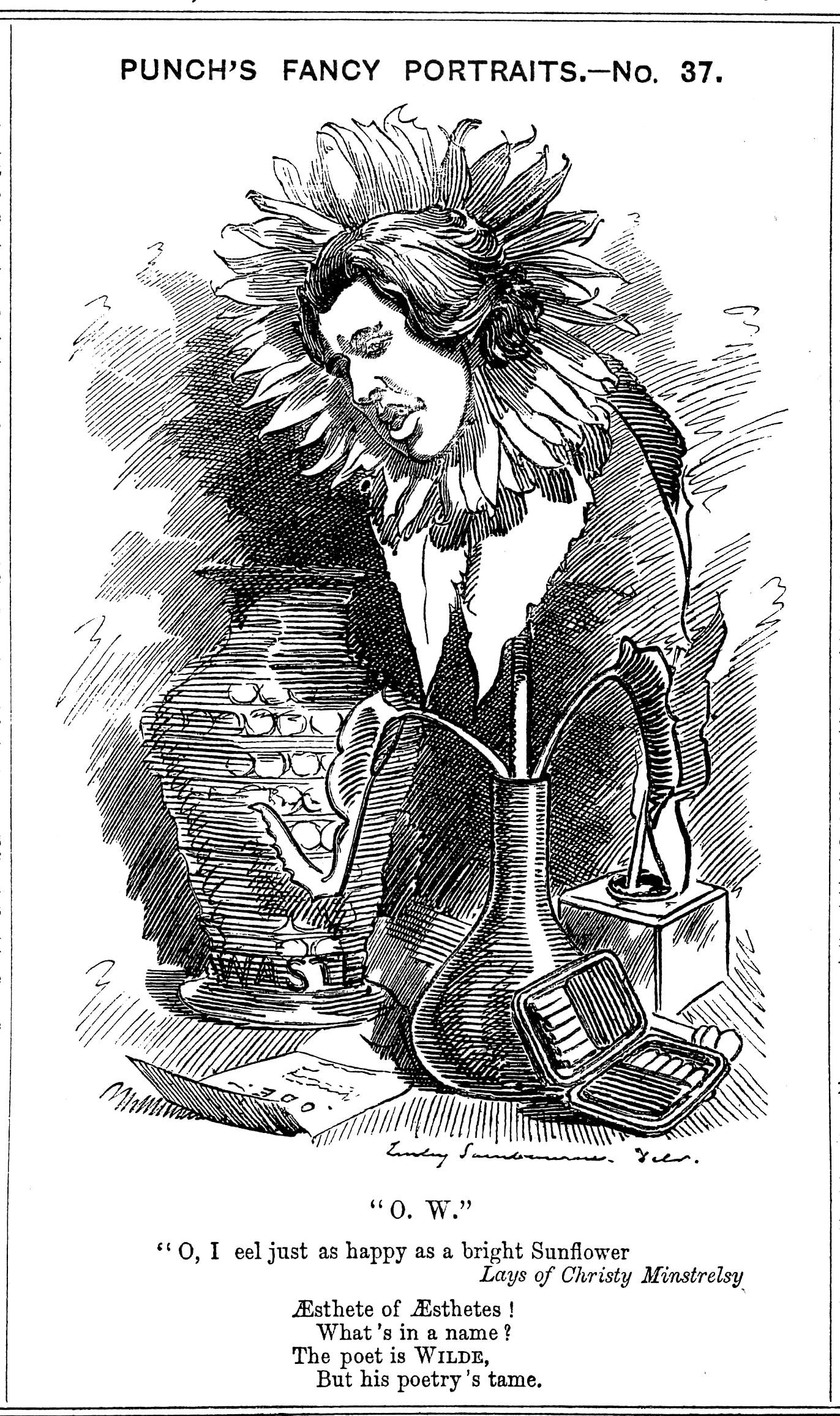
Punch 25. Juni 1881: Oberästhet! Was ist ein Nam’! Der Dichter Wild’, die Dichtung zahm. Karikatur über Oscar Wilde als Sonnenblume

Erste ästhetizistische Tendenzen kamen in der Renaissance auf, als die Kunst sich aus ihrer religiösen Kanonik emanzipierte und die künstlerische Tätigkeit sich aus ihrer mittelalterlichen Verbindung mit klösterlicher Arbeit oder städtischem Handwerk ablöste. Im 18. Jahrhundert definierte Immanuel Kant „Schönheit“ als Wohlgefallen ohne Interesse.
Der moderne Ästhetizismus wurzelt in der Romantik (Friedrich Schlegel, Chateaubriand). Als wegweisend wird Théophile Gautiers 1834 verfasstes Vorwort zu seinem Roman Mademoiselle de Maupin angesehen, in dem er Schönheit einzig dem Zweckfreien zuerkennt und alles Nützliche als hässlich bezeichnet. 1891 wurde Oscar Wildes Vorwort zu Das Bildnis des Dorian Gray zu einer Art Manifest des Ästhetizismus. Ludwig Tieck hatte angeregt, das Leben als Kunstwerk zu stilisieren. Im 19. Jahrhundert kam der aus dem Englisch-Schottischen stammende Begriff des Dandy auf, mit dem seither Ästhetizismus als Lebensform bezeichnet wird.
Von 1885 bis 1915 beeinflusste der Ästhetizismus den Impressionismus, den Symbolismus und die individuellen Poetologien absoluter Dichtung. Gegenströmungen waren Realismus, Naturalismus und in Deutschland ab 1900 der Neoklassizismus.

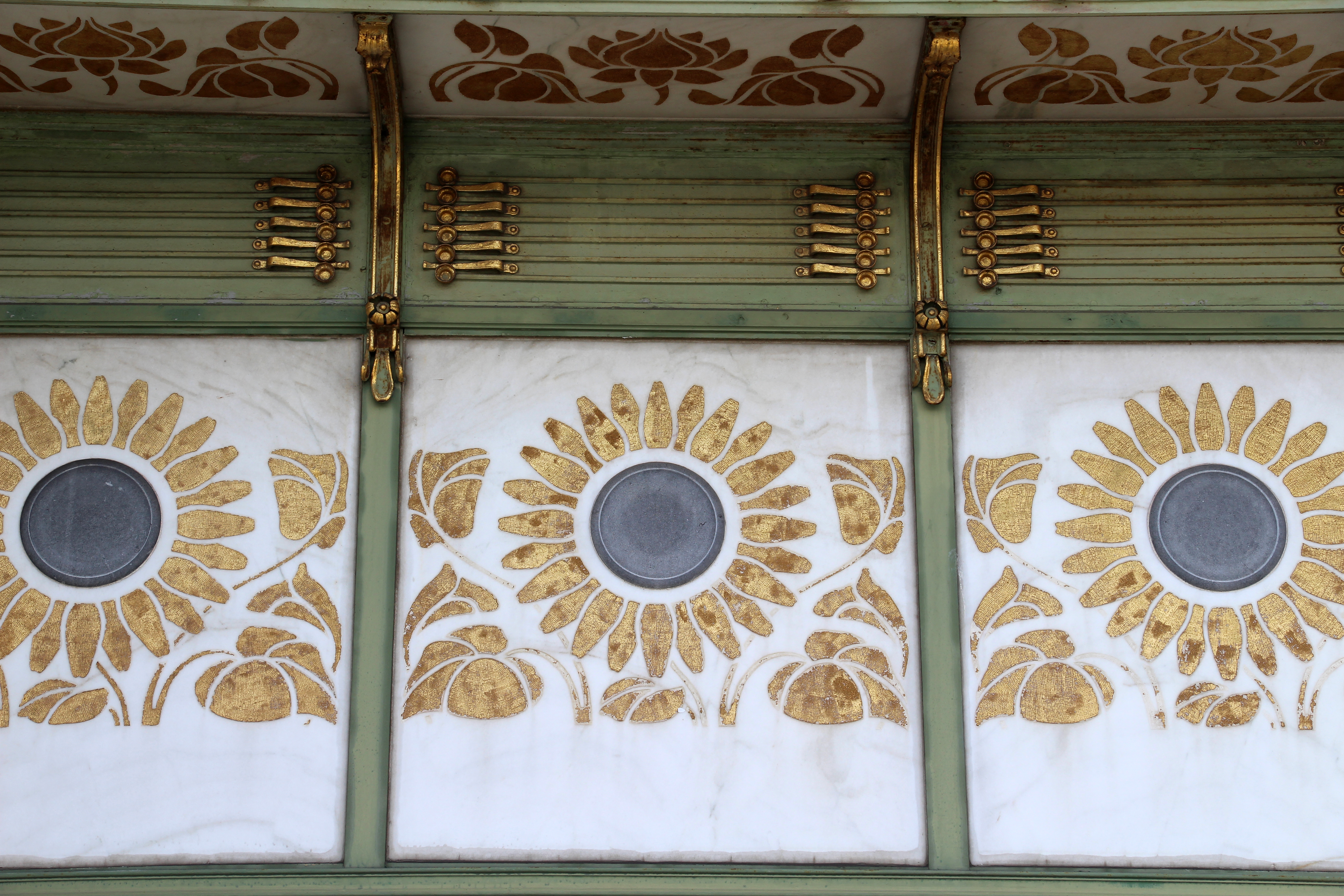
Das Emblem des Ästhetizismus, die Sonnenblume, am Otto Wagner Pavillon Karlsplatz in Wien

## Vertreter
- Aubrey Beardsley
- Gabriele D’Annunzio
- Stefan George
- Frederic Lord Leighton
- Stéphane Mallarmé
- Violet Paget
- Walter Pater
- John Ruskin
- Oscar Wilde

- Angewandte Kunst: Carlo Bugatti, Franz Xaver Bergmann
- Thomas Manns Erzählung Tristan parodiert Ästhetizismus und Dandyismus.

## Ausstellung
- 2011: The Cult of Beauty. The Aesthetic Movement 1860 - 1900, Victoria and Albert Museum, London  und danach im Musée d’Orsay, Paris[5]